# Regionalisme americà

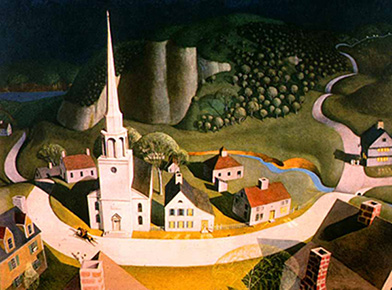
The Midnight Ride de Paul Revere, per Grant Wood 1931, Museu Metropolità d'Art, Nova York.

El Regionalisme americà és un moviment d'art modern realista dels Estats Units que va incloure pintures, murals, litografies i il·lustracions que representen escenes realistes de l'Amèrica rural i de pobles petits principalment a l'Oest Mitjà i al Sud profund. Va sorgir a la dècada de 1930 com a resposta a la Gran Depressió, i va acabar a la dècada de 1940 a causa del final de la Segona Guerra Mundial i la falta de desenvolupament dintre del moviment. Va arribar al seu cim de popularitat entre 1930 i 1935, ja que va ser molt apreciat per les seves imatges tranquil·litzadores del cor dels Estats Units durant la Gran Depressió. Malgrat les principals diferències estilístiques entre artistes específics, l'art regionalista en general tenia un estil relativament conservador i tradicionalista que apel·lava a les sensibilitats dels Estats Units populars, mentre que s'oposava estrictament a la suposada dominació de l'art francès.

## Antecedents
Abans de la Segona Guerra Mundial, el concepte de l'art modern no estava clarament definit en el context de l'art dels Estats Units. També hi va haver una lluita per definir un tipus d'art exclusivament dels Estats Units. En el camí per determinar quin art americà seria, alguns artistes dels Estats Units van rebutjar les tendències modernes que emanenaven de l'Armory Show i les influències europees particularment de l'Escola de París. En rebutjar els estils abstractes europeus, els artistes dels Estats Units van optar per adoptar l'realisme acadèmic, que representava escenes americanes urbanes i rurals. Parcialment a causa de la Gran Depressió, el regionalisme es va convertir en un dels moviments d'art dominants a Amèrica en la dècada de 1930, estant l'altre el realisme social. En aquest moment, els Estats Units encara era una nació molt agrícola, amb una porció molt més petita de la seva població vivint en ciutats industrials com Nova York o Chicago.

## «American Scene Painting»
«American Scene Painting» és un terme genèric per al regionalisme americà i el realisme social, també conegut com a realisme urbà. Gran part d'American Scene Painting transmet un sentit de nacionalisme i romanticisme en les representacions de la vida quotidiana dels Estats Units. Aquest sentit de nacionalisme es va originar en el rebuig dels artistes a les tendències de l'art modern després de la Primera Guerra Mundial i l'Armory Show. Durant la dècada de 1930, aquests artistes van documentar i van representar ciutats dels Estats Units, pobles petits i paisatges rurals; alguns ho van fer com una forma de tornar al mateix temps més simple lluny de la industrialització, mentre que d'altres van cercar fer una declaració política i van prestar el seu art a causes revolucionàries i radicals. Les obres que representen els temes locals i de petites ciutats sovint es denominen «regionalisme dels Estats Units», i les que representen escenes urbanes, amb consciència política i social es diuen «realisme social».

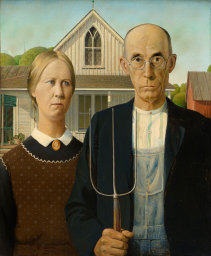
American Gothic, per Grant Wood, 1930, Art Institute of Chicago, Chicago, Illinois.

## El triumvirat regionalista
El regionalisme Americà és més conegut a través del seu "Triumvirat Regionalista" que consisteix en els tres artistes més respectats de l'era de la Gran Depressió dels Estats Units: Grant Wood, Thomas Hart Benton i John Steuart Curry. Els tres van estudiar art a París, però van dedicar les seves vides a crear una forma d'art veritablement dels Estats Units. Creien que la solució als problemes urbans en la vida dels Estats Units i la Gran Depressió era que els Estats Units tornessin a les seves arrels agrícoles rurals.

### Grant Wood
Wood, d'Anamosa, Iowa, és conegut majorment per la seva pintura American Gothic. També va escriure un pamflet notable titulat Rebel·lió contra la ciutat, publicat a Iowa City el 1935, en què afirmava que els artistes i compradors d'art dels Estats Units ja no cercaven]la cultura parisenca per temes i estil. Wood va escriure que els artistes regionals interpreten la fisiografia, la indústria i la psicologia de la seva ciutat natal, i que la competència d'aquests elements precedents crea la cultura dels Estats Units. Va escriure que l'esquer de la ciutat havia desaparegut, i esperava que l'art del «poble complet» àmpliament difós prevalgués. Va citar a Thomas Jefferson a la seva caracterització de les ciutats com «úlceres al cos polític».

### Thomas Hart Benton

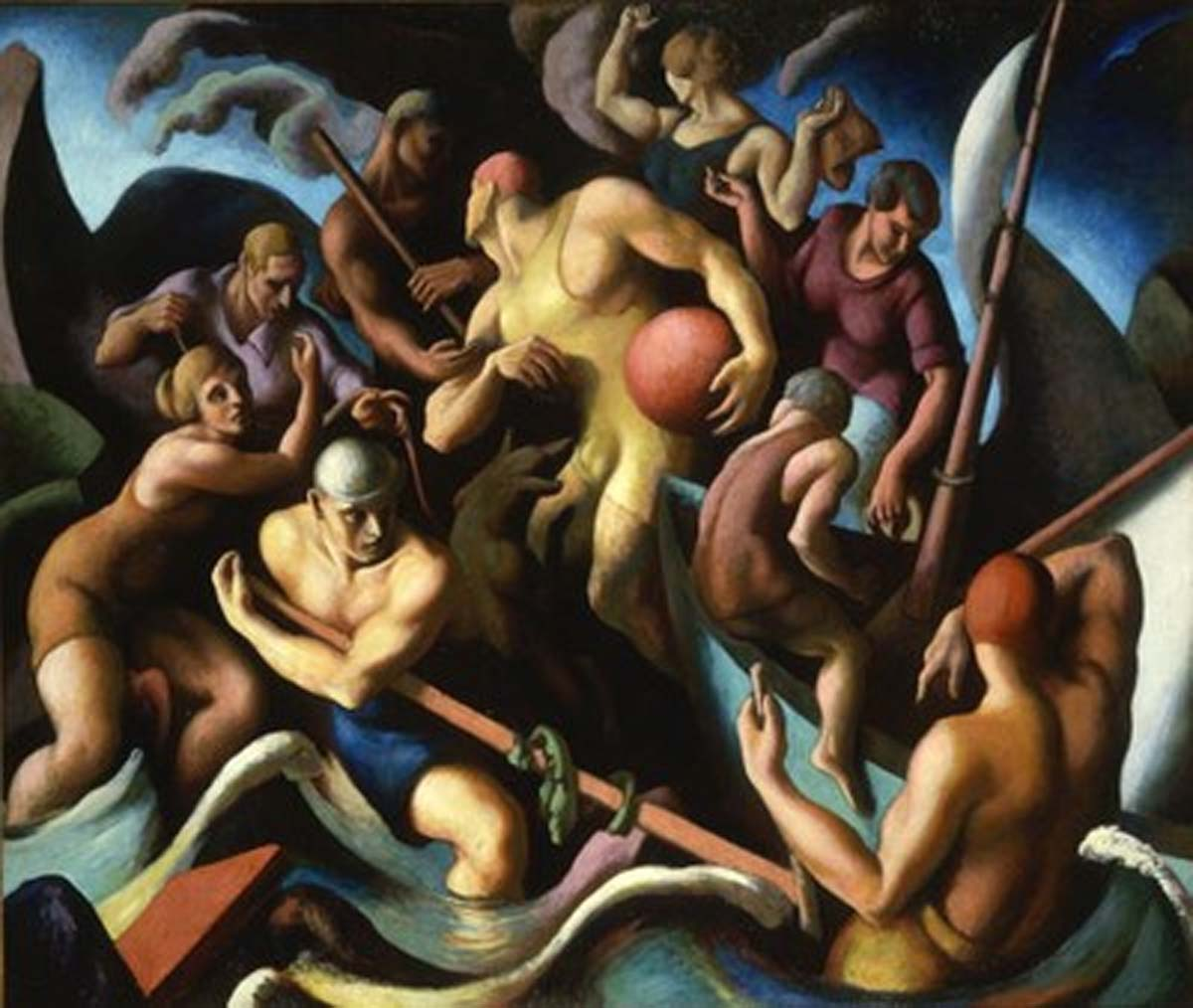
Gent de Chilmark (Figura Composició), per Thomas Hart Benton, 1920, Museu Hirshhorn i Jardí d'Escultures, Washington, DC.

Benton va ser un pintor, il·lustrador i litògraf de Neosho, Missouri, que es va fer conegut pels seus murals. El seu tema es va centrar principalment en la classe treballadora dels Estats Units, a la vegada que incorporava la crítica social. Va denunciar enèrgicament l'art modern europeu encara que era considerat com un pintor modern i un abstracte. Quan el regionalisme va perdre la seva popularitat als Estats Units, Benton va aconseguir un treball com a professor en el Kansas City Art Institute, on es va convertir en mestre i figura paterna per a tota la vida de Jackson Pollock. Benton va escriure dues autobiografies, la primera titulada An Artist in America, que descriu els seus viatges pels Estats Units, i la seva segona, An American in Art, que va descriure el seu desenvolupament tècnic com a artista. A més a més de ser pintor, era músic popular, que va llançar un disc anomenat Saturday Night en Tom Benton's.

### John Steuart Curry
Curry], de Dunavant, Kansas, va començar com a il·lustrador d'històries del «Llunyà Oest», però després de més capacitació, va ser contractat per pintar murals per al Departament de Justícia i el Departament de l'Interior sota el Patrocini Federal de les Arts en el New Deal. Tenia un estil histriònic i d'anècdota, i creia que l'art hauria de provenir de la vida quotidiana i que els artistes haurien de pintar el que estimaven. En el seu cas, va pintar la seva benvolguda casa a l'Oest Mitjà. Wood va escriure sobre l'estil de Curry i el seu tema d'art, afirmant que «va ser l'acció que més li agradava interpretar: l'envestida en l'espai, la fracció de segon abans de la mort, el moment suspès abans de la tempesta».

## Art modern americà
Un debat sobre qui i què definiria l'art dels Estats Units com Modern va començar amb l'Armory Show de 1913 a Nova York entre l'abstracció i el realisme. El debat després va evolucionar en la dècada de 1930 cap als tres camps: regionalisme, realisme social i art abstracte. En la dècada de 1940, el regionalisme i el realisme social es van col·locar en el mateix costat del debat que American Scene Painting, deixant només dos camps dividits geogràfica i políticament. American Scene Painting va ser promoguda per crítics conservadors i antimoderns com a Thomas Craven, qui ho va veure com una forma de derrotar la influència de l'abstracció, arribada d'Europa. Els pintors d'American Scene vivien principalment en àrees rurals i creaven obres que eren realistes i abordaven qüestions socials, econòmiques i polítiques. Per l'altre costat del debat van estar els artistes abstractes que vivien principalment en la ciutat de Nova York i van ser promoguts pels pro-moderns crítics, escriptors i artistes com a Alfred Stieglitz.

## Rebuig
Quan va acabar la Segona Guerra Mundial, el regionalisme i el realisme social van perdre el seu estatus en el món de l'art. El final de la Segona Guerra Mundial va marcar el començament d'una nova era de pau i prosperitat, i la Guerra Freda va portar un canvi en la percepció política dels estatunidencs i va permetre als crítics moderns guanyar poder. El regionalisme i el realisme social també van perdre popularitat entre els televidents dels Estats Units a causa de la falta de desenvolupament dintre del moviment a causa de les estretes restriccions de l'art en la temàtica agrària. En darrer terme, això va portar l'expressionisme abstracte a guanyar el títol d'art modern dels Estats Units i convertir-se en el nou moviment artístic prominent i popular.

## Importància
El regionalisme va limitar l'extensió de l'art abstracte a la Costa Est dels Estats Units|Costa est, el que va permetre a l'art dels Estats Units guanyar confiança en si mateix en lloc de confiar en els estils europeus. Amb l'art americà plenament establert, el regionalisme va poder tancar la bretxa entre l'art abstracte i el realisme acadèmic de manera similar a com els impressionistes van tancar una bretxa per als postimpressionistes, com Paul Cézanne, Vincent van Gogh i Paul Gauguin, en la generació francesa d'abans. Encara que el regionalisme es va desenvolupar amb la intenció de reemplaçar l'abstracció europea amb l'autèntic realisme dels Estats Units, es va convertir en el pont de l'expressionisme abstracte dels Estats Units, dirigit per l'alumne de Benton, Jackson Pollock. El poder de Pollock com a artista es va deure principalment a l'alè i la influència de Thomas Hart Benton.

## Influència

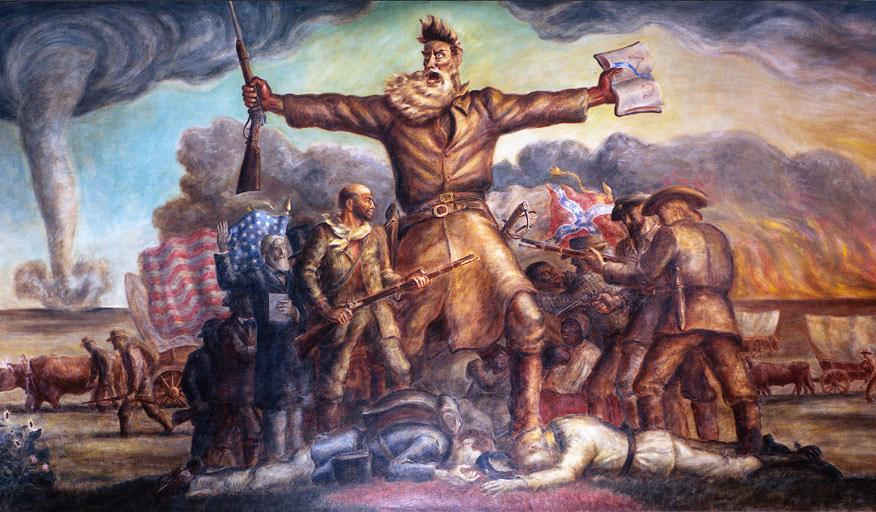
Tràgic preludi, per John Steuart Curry, 1938-1940, Capitoli de l'Estat de Kansas, Topeka.

Norman Rockwell i Andrew Wyeth van ser els principals successors del realisme natural del regionalisme. Rockwell es va fer molt popular amb les seves il·lustracions de la família dels Estats Units en revistes. Wyeth, d'altra banda, va pintar Christina's World, que va competir amb l'obra de Wood, American Gothic pel títol de pintura favorita dels Estats Units.
El regionalisme ha tingut una influència forta i duradora en la cultura popular, particularment a Amèrica. Li ha donat a Amèrica algunes de les seves peces d'art més emblemàtiques que simbolitzen el país. Les imatges de tipus regionalista van influir en molts il·lustradors de llibres infantils dels Estats Units, com Holling Clancy Holling, i encara apareixen a anuncis, pel·lícules i novel·les. Les obres com American Gothic acostumen a parodiar-se per tot el món. També el mural dee John Steuart Curry, Tragic Prelude, que està pintat en una paret del Capitoli de l'Estat de Kansas, va aparèixer a la portada de l'àlbum debut de la banda de rock progressiu Kansas.

## Pintures notables
- American Gothic pintat per Grant Wood el 1930, en exposició a l'Art Institute of Chicago. Es va inspirar en una casa de pagès estil rural gòtic a Eldon (Iowa), i el autor va utilitzar el seu dentista i la seva germana com a models per als personatges.[14]
- America Today, el mural més notable de Thomas Hart Benton pintat el 1930-1931 per a la Nova Escola d'Investigació Social de Nova York. Aquest mural de deu panels representa la vida rural i urbana de la dècada de 1920, a la vegada que al·ludeix a les relacions racials, els valors socials i l'angoixa econòmica que s'acostava durant la Gran Depressió. Es troba en exposició del Museu Metropolità d'Art a la ciutat de Nova York.[15]
- The Social History of the State of Missouri, un mural de 13 plafons pintat per Thomas Hart Benton el 1936 que de scriu la història de Missouri i l'activitat i el progrés de les ciutats de Missouri, a la vegada que aborda qüestions racials. Està exposat en el Capitoli de l'Estat de Missouri a Jefferson City.[16]
- El Progrés Cultural i Industrial d'Indiana, un mural de dues sèries de Thomas Hart Benton pintat e 1933 per a la Fira Mundial de Chicago de 1933, i en exposició en el Museu d'Art de la Universitat d'Indiana a Bloomington (Indiana).[17]
- Hogs Killing a Rattlesnake pintat per John Steuart Curry el 1930, en exposició en l'Art Institute of Chicago.[10]
- Tornado Over Kansas pintat per John Steuart Curry el 1929, al Muskegon Museum of Art a Muskegon, Michigan.[18]
- Tràgic Preludi de John Steuart Curry, pintat el 1938-1940, al Capitoli de l'Estat de Kansas a Topeka.[13][19]
- El baptisme a Kansas, pintat el 1928 per John Steuart Curry, va atreure els televidents urbans de la costa perquè va capturar la vida primerenca dels Estats Units. Ara està en exposició al Museu Whitney d'Art Americà a la ciutat de Nova York.[8][9]

## Artistes destacats
- Thomas Hart Benton
- John Rogers Cox
- John Steuart Curry
- Marsden Hartley
- Alexandre Hogue
- Mattie Lietz
- John McCrady
- Dale Nichols
- Margot Peet
- Edna Reindel
- Sanford Ross
- William S. Schwartz
- Grant Wood